# Austrobatrachus foedus
Austrobatrachus foedus är en fiskart som först beskrevs av Smith, 1947.  Austrobatrachus foedus ingår i släktet Austrobatrachus och familjen paddfiskar. Inga underarter finns listade.